# Jacob Elordi

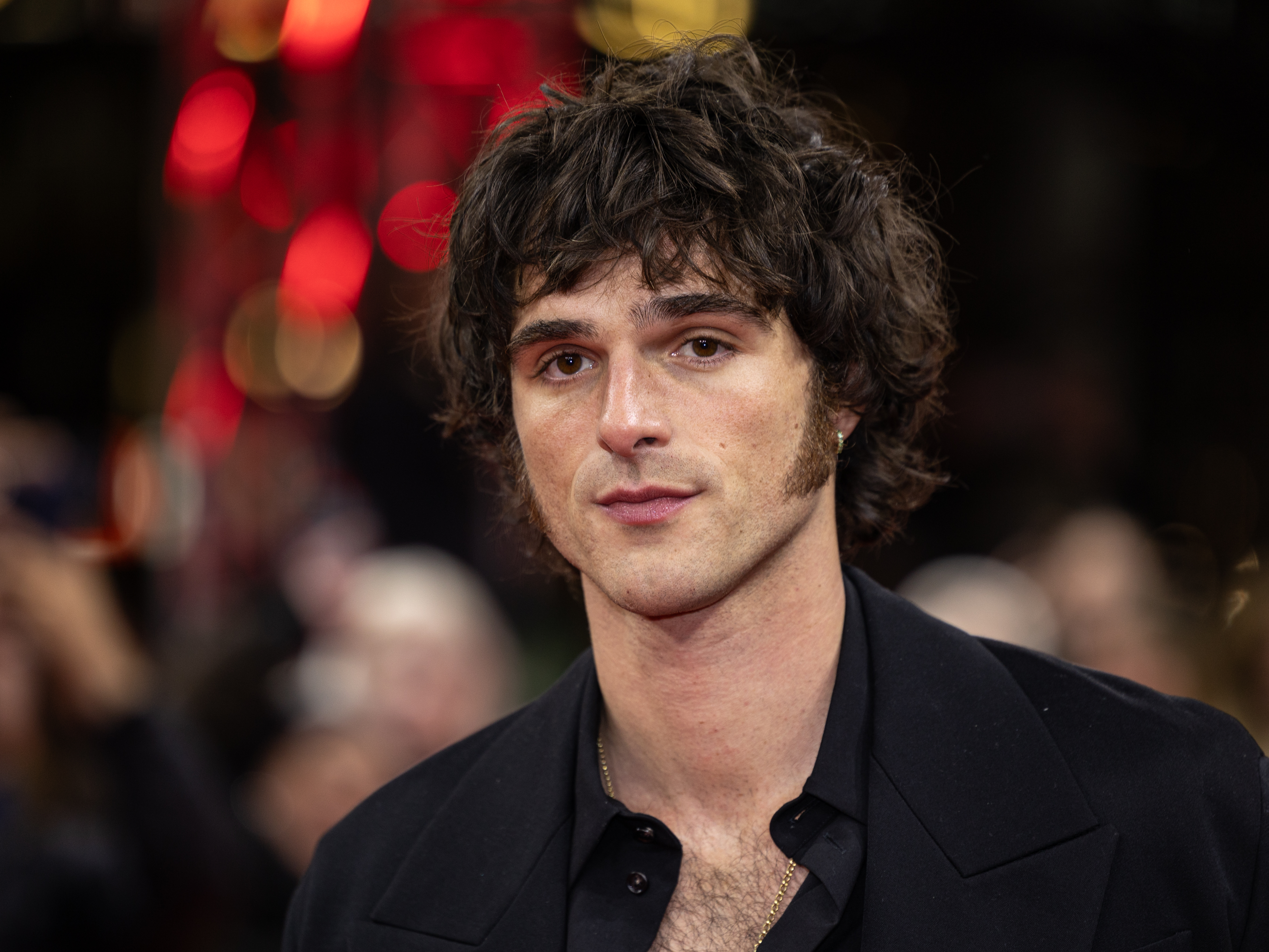
Jacob Elordi (2025)

Jacob Nathaniel Elordi (* 26. Juni 1997 in Brisbane, Queensland) ist ein australischer Schauspieler.

## Leben
Jacob Elordi wurde als Sohn von John und Melissa Elordi geboren; er hat drei Schwestern. Er besuchte die Sekundarschule am St. Kevin’s College im Melbourner Stadtteil Toorak und das St. Joseph’s College in Nudgee, einem nördlichen Vorort von Brisbane. Die Beteiligung an zahlreichen Schuldramen weckte sein Interesse an der Schauspielerei.
Elordi hatte 2017 seinen ersten Hollywood-Auftritt in Pirates of the Caribbean: Salazars Rache als Komparse ohne namentliche Nennung. 2018 übernahm Elordi in der für Netflix produzierten Teenie-Romanze The Kissing Booth eine Hauptrolle, die er auch im zweiten und dritten Teil der Filmreihe spielte.
Von 2019 bis 2022 war er in der Fernsehserie Euphoria in der Rolle des Nate Jacobs zu sehen. 2022 war er das Gesicht der Parfüm-Werbekampagne „The Scent“ von Hugo Boss. Im Jahr 2023 übernahm er an der Seite von Cailee Spaeny die Rolle des Elvis Presley in Sofia Coppolas Filmbiografie Priscilla. Im gleichen Jahr war Elordi in Emerald Fennells Thriller Saltburn an der Seite von Barry Keoghan zu sehen.

## Filmografie (Auswahl)
- 2015: Carpe Liam (Kurzfilm)
- 2016: Max & Iosefa (Kurzfilm)
- 2017: Pirates of the Caribbean: Salazars Rache (Pirates of the Caribbean: Dead Men Tell No Tales)
- 2018: Swinging Summer – Willkommen in den 70ern (Swinging Safari)
- 2018: The Kissing Booth
- 2019: The Mortuary – Jeder Tod hat eine Geschichte (The Mortuary Collection)
- 2020: Acting for a Cause (Fernsehserie, 1 Episode)
- 2020: Come back, Mr. Dundee (The Very Excellent Mr. Dundee)
- 2020: The Kissing Booth 2
- 2020: 2 Hearts
- seit 2019: Euphoria (Fernsehserie, 16 Episoden)
- 2021: The Kissing Booth 3
- 2022: Tiefe Wasser (Deep Water)
- 2023: The Sweet East
- 2023: The Killer on the Road (He Went That Way)
- 2023: Saltburn
- 2023: Priscilla
- 2024: Oh, Canada
- 2024: On Swift Horses
- 2025: The Narrow Road to the Deep North (Miniserie, 5 Episoden)